# Lil Jon
Lil Jon, noto anche come King of Crunk, pseudonimo di Jonathan Mortimer Smith (Atlanta, 17 gennaio 1971), è un rapper e beatmaker statunitense.
Accreditato, nella sua decennale carriera, di dieci dischi con il suo gruppo composto dagli MC's Wyndell "Lil' Bo" Neal e Sammie "Big Sam" Norris chiamato Lil Jon & the East Side Boyz, è conosciuto soprattutto per essere il pioniere del sottogenere hip hop detto crunk, combinazione di elementi di Bounce Music, Disco music, Dirty South hip hop e Miami bass. Il suo gruppo, oltre ad essere uno dei primi interpreti del genere, è ancora uno dei più famosi.
Lil Jon è inoltre proprietario e fondatore di un'etichetta discografica, la BME Recordings, ed anche testimonial di una linea di occhiali da sole per la Oakley, chiamata Oakley Thump. È anche produttore e fondatore della bevanda energetica Crunk!!! e dell'azienda vinicola Little Jonathan Winery.

## Biografia

### 1993 - 2003: Gli inizi della carriera
Inizia la sua carriera come DJ al Phoenix, un locale di Atlanta. Grazie alle sue esibizioni, riesce ad impressionare il rapper e produttore Jermaine Dupri che, nel 1993, lo assume sotto l'etichetta So So Def Recordings. Il suo primo impiego per So So Def Records, consistette nella supervisione delle compilation So So Def Bass All-Stars. Nel medesimo periodo condusse un programma radiofonico sulla musica reggae presso la radio V103 di Atlanta.
Pur non abbandonando la So so Def, per la quale lavorerà sino al 2000, dopo remix e produzioni per artisti quali Too $hort, Xscape, Total, Usher, 112 e Whitney Houston, nel 1996 Lil Jon inizia a dare forma agli East Side Boyz assieme a Big Sam e Lil'Bo, in quello stesso anno pubblicano il loro album di debutto Get Crunk, Who U Wit: Da Album ed il brano "Who U Wit?" che riscuote un ottimo successo come hit da club. Le produzioni dell'album sono affidate a producer come DJ Toomp.
Passano quattro anni e nell'agosto 2000 è la volta di We Still Crunk!, il secondo successo firmato East Side Boyz, a cui partecipa anche un personaggio molto discusso dello scenario rap, Bizarre, sul brano Shut Down assieme agli East Side Boyz, Chyna Whyte, Intoxicated, Loco, Major Payne, Paine. I like dem girlz è l'unico singolo di rilievo dell'album e Jazze Pha partecipa nella parte vocale.
La fama di Lil Jon rimane comunque ancorata all'underground di Atlanta fino al 2001, quando il gruppo abbandona l'etichetta di Jermaine Dupri e sottoscrive un contratto con la major discografica TVT Records, pubblicando dopo poco il nuovo disco: Put Yo Hood Up, da cui viene estratto il singolo di lancio "Bia', Bia'", in collaborazione con Ludacris, Too $hort e Chyna Whyte, che si rivela un enorme successo. Anche il disco compie un exploit commerciale a cui si aggiunge quelle del secondo singolo omonimo al disco "Put Yo' Hood Up". Grazie a questo Lil Jon e gli East Side Boyz riescono ad uscire dall'underground di Atlanta e si lanciano nel grande circuito commerciale dell'hip hop odierno.
Nel 2002 Lil Jon & the East Side Boyz pubblicano il nuovo album Kings of Crunk a cui partecipano artisti come Jadakiss, Mystikal, Petey Pablo, UGK, 8 Ball & MJG, Krayzie Bone, Pastor Troy ed E-40. Lil Jon dichiara la volontà di realizzare un album che possa proporre una hit dopo l'altra e che, come una vetrina di prestigio, presenti al mercato internazionale molti rapper, conosciuti e non:
(Lil Jon & the East Side Boyz)
Per la produzione dell'album Lil Jon si affidò anche ad un pioniere della vecchia scuola del Miami bass, Rick Taylor, conosciuto meglio come Disco Rick. Lo stesso Rick nel '96 aveva dato a Jon il suo primo MPC-3000.
Il 2002 regala a Lil Jon e agli East Side Boyz il successo, con un disco di platino, e per festeggiare realizza un live con Jadakiss, e gli Ying Yang Twins. Il suo singolo "Get Low" con gli Ying Yang Twins entra nella top 5 della Rap charts e ribadisce la capacità come beatmaker di Lil Jon, un altro successo arriva da "I Don't Give A..." con Mystikal e Krayzie Bone. Il singolo successivo, "Damn!", realizzato in collaborazione con gli YoungBloodZ, ottiene il successo come versione preparata da Lil Jon, e la sua strumentale viene utilizzata dalla cantante R&B Olivia per la sua canzone "All", inserita nella colonna sonora del film "BarberShop 2: Back in Business" con Ice Cube e Eve.
Il grande lavoro e le grandi soddisfazioni del 2002 non si fermano ai successi legati al disco Kings of Crunk: Lil Jon mette in piedi la propria etichetta discografica BME Recordings, iniziando anche una parallela carriera di talent scout che in breve lo porterà a scoprire e mettere sotto contratto artisti come Lil Scrappy e Trillville, su cui investirà lavorando alle strumentali del loro primo disco The King Of Crunk & BME Recordings Present: Lil Scrappy & Trillville.
Nel 2003 Lil Jon & the East Side Boyz registrano il loro nuovo disco dal titolo Part II, alla realizzazione di questo disco oltre gli East Side Boyz partecipano conosciuti artisti del genere rap come Busta Rhymes che assieme al noto rapper giamaicano Elephant Man collabora al brano "Get Low [Remix]" con gli Ying Yang Twins. Nel medesimo disco partecipa al remix di "Put Yo Hood Up" un noto pugile statunitense, Roy Jones Jr. Successivamente sempre nel 2003 partecipa nel brano degli Ying Yang Twins Salt Shaker che diventa per Jon il secondo singolo di successo assieme al duo, il singolo estratto da Me & My Brother scalo le classifiche come "Get Low". Nello stesso anno promuove il disco underground del rapper di Atlanta Young Jeezy, intitolato "Come Shop Wit' Me", ed inoltre partecipa e produce il brano "Haters".

### 2004 - 2005: I successi di Yeah!, Crunk Juice e i primi problemi legali
Nel 2004 Lil Jon partecipa al brano "Real Gangstaz" dei Mobb Deep, che viene inserita nell'album "Amerika's Most Wanted"; ma il successo più sostanzioso arriva con il famosissimo brano "Yeah!" di Usher, a cui partecipa anche Ludacris, in cui l'artista crunk realizza la strumentale e partecipa alla parte vocale, la hit ottiene un grande successo svettando nelle classifiche in giro per il mondo. Dopo aver prodotto le strumentali dell'album del rapper Pitbull M.I.A.M.I., produce il brano "Stand Up" per T.I. con la partecipazione di Trick Daddy e Lil Wayne inserito nell'album "Urban Legend", nell'autunno pubblica il remix del brano "Lean Back" della Terror Squad, a cui partecipano anche Eminem e Ma$e. Nello stesso anno partecipa agli MTV's Video Music Awards, esibendosi sul palco della serata con i brani "Get Low" e "Salt Shaker" assieme agli Ying Yang Twins, seguito da "Freek-A-Leek" di Petey Pablo e dalla chiusura di "Lean Back", con Fat Joe, Remy Ma e la Terror Squad.
Il 4 novembre 2004 Lil Jon si sposa al Wyndham El Conquistador Resort and Golden Door Spa di Fajardo, a Porto Rico.
Quasi contemporaneamente gli East Side Boyz pubblicano il loro settimo lavoro intitolato Crunk Juice, che arriva subito alla terza posizione nella Billboard Top 200 Album Chart, e diventa uno degli LP più venduto nella prima settimana della storia della musica.
Nel maggio 2004 esce il film "Soul Plane". Lil Jon, assieme agli East Side Boyz e agli Ying Yang Twins, partecipa ad uno sketch del film, facendo finta di girare insieme ai Twins il video del brano "Salt Shaker". Insieme con Lil Jon e gli Ying Yang Twins appare anche Method Man.
Il DJ della Swisha House Michael "5000" Watts coglie subito l'occasione per remixare Crunk Juice in stile Chopped & Screwed, ed il 9 agosto 2005 negli Stati Uniti vede la luce Crunk Juice: Chopped & Screwed.
Nel marzo 2005, Lil Jon rischia l'arresto a Panama City in Florida all'MTV Spring Break, secondo il New York Daily News Jon ha ordinato alle donne in sala di togliersi la maglietta e mostrare il seno, altrimenti lo show non sarebbe andato avanti, le donne hanno ubbidito, ma il pubblico in generale non è rimasto particolarmente entusiasta della trovata del rapper, la polizia è intervenuta dando un ultimatum a Jon, o le donne rimettevano il loro capo di abbigliamento, o sarebbe stato arrestato, Lil Jon ha poi calmato la folla e ha proseguito lo show tranquillamente. A breve distanza da quell'evento, l'LP di Lil Jon & the East Side Boyz Crunk Juice, conquista il doppio disco di platino, per aver venduto due milioni di copie.
Nel giugno del 2005, Ashton Kutcher con il suo programma MTV Punk'd non riesce a prendere in giro Lil Jon. Il rapper si sta imbarcando su un aereo per Las Vegas, ma Kutcher utilizza degli attori per impersonare agenti doganali che gli indichino che in realtà è diretto in Ecuador. Lil Jon ha prontamente identificato gli “agenti doganali” da episodi precedenti del programma e ha chiesto a Kutcher di farsi vedere. Lil Jon è attualmente uno dei quattro personaggi famosi che sono "scampati" ad un tentativo di ridicolizzazione nei loro confronti da parte di Ashton Kutcher. In seguito, in un'intervista Lil Jon ha detto scherzosamente: 
(Lil Jon)
Nel medesimo anno Lil Jon partecipa ai BMI Urban Awards, tenutisi a Miami, in Florida. Gli è stato attribuito il titolo di "Songwriters of the Year" ed anche quattro premi per "Most Performed Songs". Il titolo di "Song of the Year", è andato a "Yeah!", brano di Usher per il quale Lil Jon ha realizzato la strumentale. Lil Jon ha anche portato a casa l'"Urban Ringtone Award" per la strumentale di "Freek-A-Leek" per Petey Pablo.
Sempre nel 2005 Lil Jon si dedica alle produzioni di artisti come E-40, BHI, Oobie, Bohagon. Appare in sketch di comici con Chris Rock, Nick Cannon e Dave Chappelle, quest'ultimo inoltre ha fatto la parodia di Lil Jon in un suo spettacolo, in uno sketch intitolato "Un momento della vita di Lil Jon", nel quale l'attore impersona il rapper che svolge semplici azioni quotidiane utilizzando un lessico composto quasi esclusivamente dalle parole "Yeah!", "What?!" e "Okay!". Il vero Lil Jon è apparso in un altro sketch, alternando, come fa Chappelle nella sua imitazione, i suoi slogan a discorsi con un accento eccessivamente aulico, in riferimento forse alla provenienza di Lil Jon dall'alta classe media. Lil Jon ha lavorato poi con i Korn per una traccia del loro album uscito alla fine del 2005, partecipando anche alla colonna sonora del film Hustle and Flow producendo per P$C il brano con Lil Scrappy "I'm a King [Remix]", e con Al Kapone per la produzione del brano "Whoop that Trick".
Nel 2005 arriva anche la collaborazione col megaproduttore canadese Scott Storch, insieme producono alcune hit per Lil' Flip, Angel Doze, e Tony Sunshine, malgrado il successo dei brani, la collaborazione non ha seguito. Lil Jon, infatti, dopo le critiche mosse da Storch, lo definì un "biter", che in italiano significa copione.
All'accusa Storch replicò così:
(Scott Storch)
Sul lato dei contratti discografici, è nel 2005 che Jon inizia a nutrire dubbi sulla sua partnership con l'etichetta TVT.

### Problemi con TVT Records
Nel giugno 2005 Lil Jon dichiara pubblicamente di voler abbandonare l'etichetta TVT Records: "Non vorrei registrare un altro LP sotto l'etichetta", dichiara inoltre, che smetterà di promuovere i singoli del suo ultimo LP "Crunk Juice". Questo dissidio sarebbe nato da un afflusso monetario poco convincente (da quanto dichiarato dal New York Daily News). Nell'Agosto 2005 Jon decide di farla finita con TVT. Intervistato dalla rivista Ozone, Lil Jon si rivolge allo staff della TVT Records defindendoli "beeyatches" (forma slangata di bitch). I suoi maggiori problemi si presentano col direttore Steve Gottlieb, accusato di non aver ben valutato il lavoro svolto dal beatmaker, e di averlo pagato poco. L'artista dichiara di aver fatto incassare all'etichetta circa 10 milioni di dollari e di non aver visto un centesimo, per questo intende ricorrere alle vie legali contro Gottlieb.
Nel febbraio 2006, il breve ma aspro dissidio con l'etichetta scrive la sua fine: Lil Jon si riconcilia con la TVT, e dà il via al progetto "Crunk Rock".

### Problemi con Larry Flint
Nel settembre 2005 Lil Jon cita Larry Flint e la Larry Flint Productions (agenzia di film hard) per 30 milioni di dollari. Jon sostiene che il suo nome ed anche la sua immagine siano state utilizzate senza averne richiesto i diritti. Accusa Flint di falsa pubblicità, violazione dei diritti pubblicitari ed appropriazione del nome.
Effettivamente sulla copertina del DVD in questione viene riportata la sigla "Featuring Lil Jon, King of Crunk". La prima seduta in appello si svolse ad Atlanta. Inoltre Jon si irriverì doppiamente perché anche lui produce film per adulti, ed è ovvio che Larry Flint rappresenti una temibile concorrenza. Oggi Jon sta lavorando al film "Lil Jon & the East Side Boyz: Nightclubbin".

### 2006 - 2007: Inizio della carriera da solista

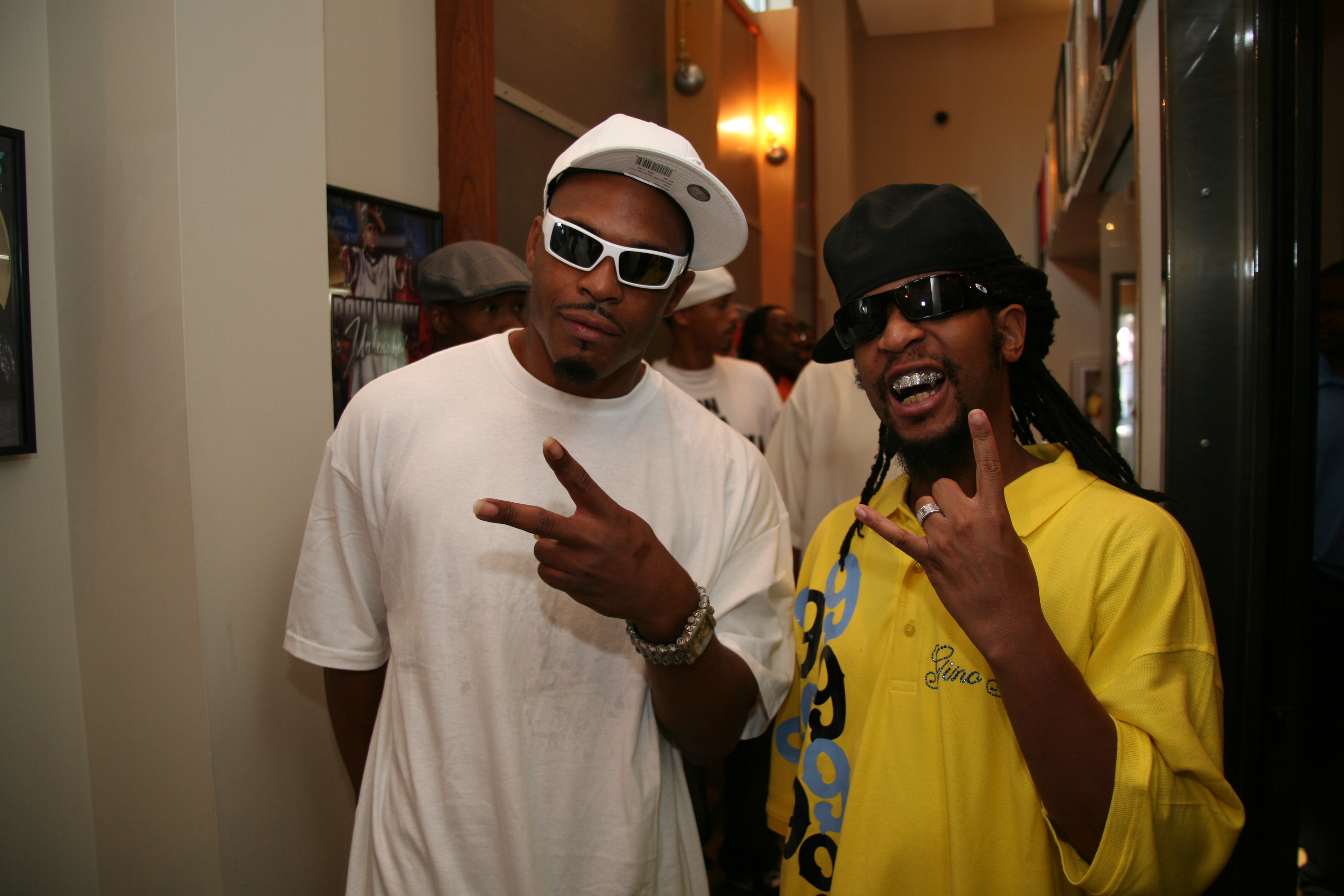
Lil Jon e Fabo dei D4L

A metà del 2006 Lil Jon si lancia nella carriera da solista con il singolo "Snap Yo Fingers", a cui hanno collaborato E-40 e Sean Paul Joseph, meglio conosciuto come Sean P., degli YoungBloodZ e che riceve ampia visibilità sui canali musicali. Il suo album Crunk Rock uscirà sotto l'etichetta TVT Records nonostante i problemi che Jon ha avuto con quest'ultima. Questo singolo è stato prodotto sia da Jon che da Al Kapone, dopo il successo e l'ampia visibilità che ha acquistato partecipando alla colonna sonora del film Hustle and Flow. Al Kapone ha partecipato come co-produttore alla stesura della strumentale.
Lil Jon ha dichiarato che nel nuovo lavoro ci sarà un massiccio uso di chitarre rock, ed in merito a questo ha dichiarato:
(Lil Jon)
Inoltre Jon, parlando del suo nuovo album, che è un miscuglio di rap e rock, ha dichiarato:
(Lil Jon)
Lil Jon sta lavorando col rapper 50 Cent alla creazione di una nuova etichetta che incorporerà la sua BME Recordings con la G-Unit, la nuova etichetta prenderà il nome di "G'$ Up".

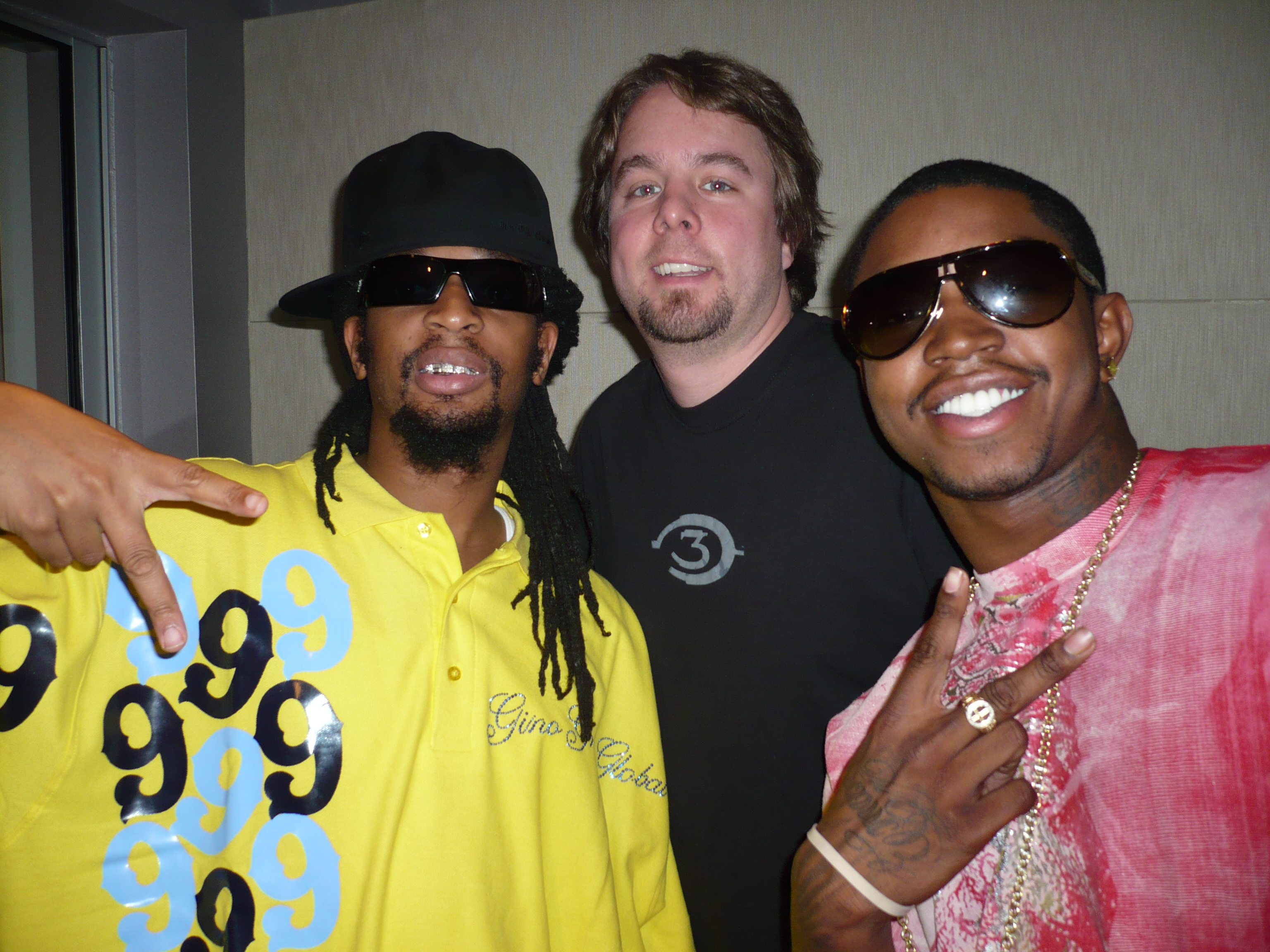
Lil Jon e Lil Scrappy

Sempre nel 2006, Lil Jon viene incoronato dalla rivista "Scratch" (The only Hip-Hop magazine that reps the beats) miglior produttore dell'anno. Nel maggio 2006 Lil Jon e Jermaine Dupri sono i protagonisti dello spot della Heineken.
Nello stesso anno presenzia ai "BET Hip-Hop Awards" esibendosi ad inizio show col brano "Welcome to Atlanta" assieme a Ludacris, Jermaine Dupri, e Young Jeezy. Jon in questa occasione non riesce tuttavia a portare a casa nessun premio a differenza di T.I. che ne conquista più di tre, e Chamillionaire che ne conquista due. Inoltre Lil Jon viene ingaggiato come presentatore degli artisti. Lil Jon appare in live per gli "VH1 Hip-Hop Honors", con Ice Cube, Xzibit, e W.C., ed entra in ballo per la gioia di tutti gli spettatori sul brano "Go to Church". Il 31 ottobre 2006, Lil Jon assieme ai Three 6 Mafia pubblica il secondo singolo tratto dall'album "Crunk Rock", intitolato "Act a Fool", la sua produzione è stata affidata al gruppo rap/punk Whole Wheat Bread. Il singolo ha visto la luce sul MySpace di Lil Jon, e già nel primo giorno ha registrato 580.000 click sulla sua pagina.

### Problemi con Pastor Troy
Sempre nel 2006, Lil Jon e la sua BME Recordings, ricevono un dissing da parte del noto rapper di Atlanta Pastor Troy. L'apostrofe è contenuta nel disco "By Choice or By Force" e si intitola "Murda Man 2". Pastor Troy si rivolge alla BME con queste parole:
(Pastor Troy)

Nel 2007, Lil Jon viene inserito nel libro del guinness dei primati, per avere il bling più costoso e vistoso. Il gioiello è un "pendant" su cui è incisa la sigla "Crunk Ain't Dead": pesa 2,3 kg (5.11 libbre), è lungo circa 19 cm (7,5 pollici), largo 15 cm (6 pollici), spesso 2,5 cm (1 pollice). Contiene 3.756 diamanti bianchi (da 73 karati) ed oro bianco, e giallo (da 18 karati). Il loro valore è di mezzo milione di dollari. Ha dichiarato in seguito al suo inserimento nel book: 
(Lil Jon)

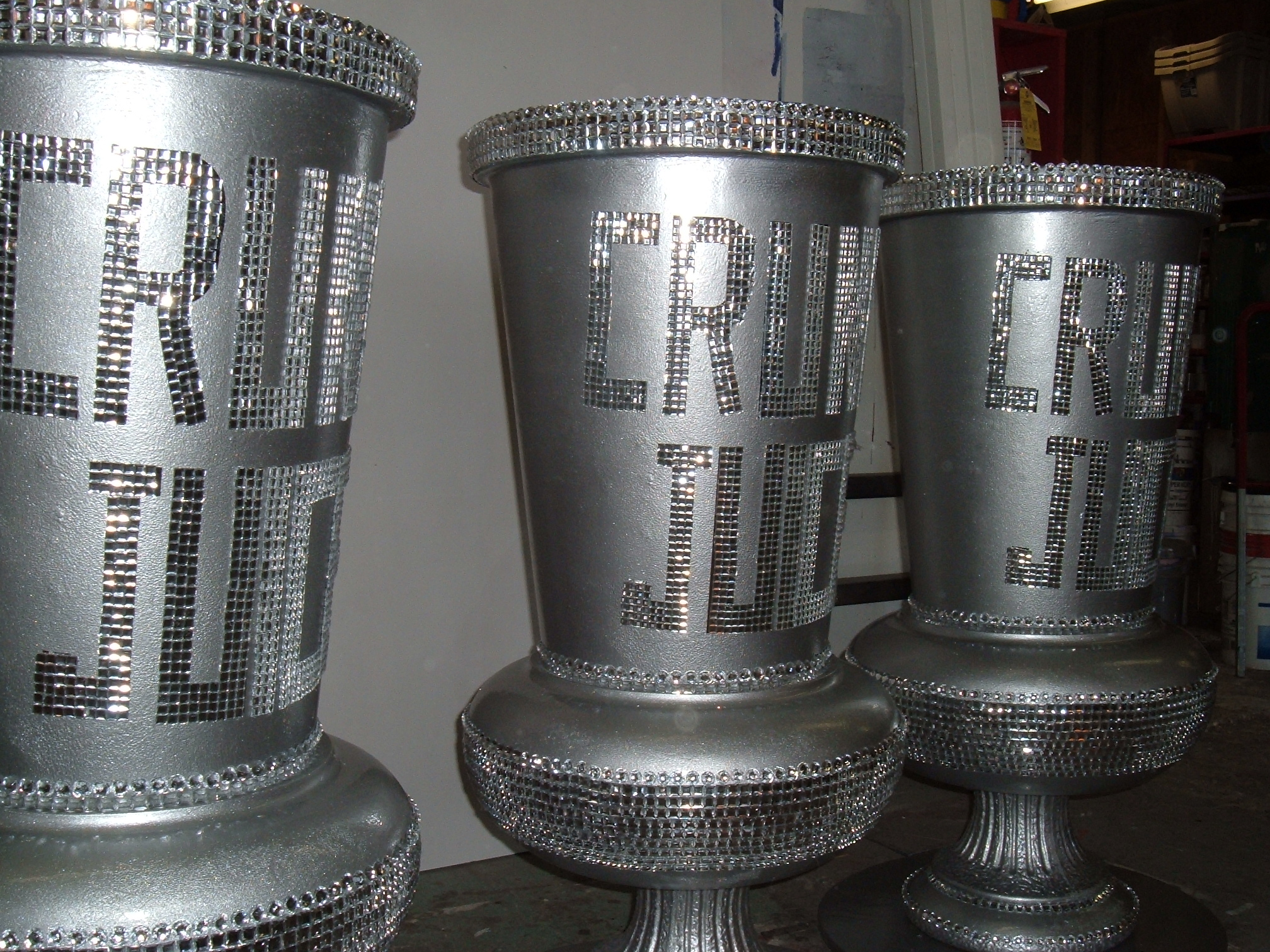
Alcune riproduzioni delle pimp cup di Lil Jon

Nel luglio 2007 arriva una grande conquista per il beatmaker, la parola "Crunk" arriva nel dizionario "Merriam-Webster's Collegiate Dictionary", la definizione data dal dizionario è la seguente: 
(Merriam-Webster's Collegiate Dictionary)
Nel 2007 vede la luce la prima collaborazione solista di Lil'Bo col giovane rapper della zona di Atlanta, Don Baller, il titolo del brano è "Tru 2 tha East".
Recentemente Lil Jon ha stretto una collaborazione con un DJ di Los Angeles, DJ Spider, sfornando alcuni mixtape intitolati "Rockbox".

### Presente (2008-2019)
Il 7 febbraio 2008 Lil Jon ha preso parte al concerto offerto della fondazione Peapod, assieme ai Black Eyed Peas, John Legend, The Roots, Ne-Yo e Mixmaster Mike dei Beastie Boys.
Attualmente Lil Jon sta valutando l'idea di produrre una nuova hit per il disco di prossima uscita di Usher, "Here I Stand". Egli ha dichiarato di voler trovare un nuovo sound, ha dichiarato di voler produrre un'altra hit al livello di "Yeah!". Inoltre, ha recentemente prodotto un brano per il disco di Rick Ross, Trilla, intitolato Drought, con Brisco e Mannie Fresh. Il brano però non è stato pubblicato.
Il 27 maggio Lil Jon si è esibito al Central di Firenze per condurre il suo primo live italiano. Insieme a Jon, oltre al suo staff, Big Kap ha fatto la sua apparizione come special guest della serata.
Nonostante i membri degli East Side Boyz abbiano preso strade diverse, il duo composto da Big Sam e Lil'Bo continua a registrare dei brani per un loro disco di prossima uscita. L'album uscirà sotto etichetta iMG Recordings, capeggiata dal CEO Rick Robinson.
Nell'agosto 2008, Lil Jon lascia definitivamente la sua etichetta TVT Records per dichiararsi "free agent" e nel contempo, sottoscrivere un nuovo contratto per una nuova etichetta, "The Orchard" che in questo momento sta avviando le pratiche per acquisire i beni TVT. Con la nuova etichetta Jon si impegna a promuovere nuovi artisti e l'etichetta stessa.
La Orchard ha in programma la riedizione dei vecchi album di Lil Jon in forma digitale, anche se per il momento non sono state fissate date di uscita.
Nella classifica dei cinque album rap che non sono mai stati pubblicati ("Five Rap Albums That Just Never Came Out"), inclusa nell'edizione del settembre 2008 del magazine "XXL: Hip-Hop On A Higher Level", Crunk Rock si è posizionato al quarto posto. Una breve didascalia, accompagna il titolo dell'album e pone alcuni interrogativi su che fine abbiano fatto Lil Jon ed il suo album. La breve parentesi si conclude con una domanda tutt'altro che azzardata:
("XXL: Hip-Hop On A Higher Level"; pagina 40, Vol. 12, n° 8, 2008)
Crunk Rock ha visto la luce nel giugno 2010. Nel mese di luglio del 2011 ha dichiarato in un'intervista che sta lavorando ad un nuovo album intitolato Party Animal e ha pubblicato una canzone con gli LMFAO intitolata "Shots".
Nel 2019 annuncia il suo ritorno nella musica dopo una lunga pausa col singolo Alive in collaborazione coi rapper Offset e 2 Chainz, collaborando anche con Chris Brown per il suo album Indigo nel brano Temporary Lover.

## Stile ed influenze
Lil Jon si distingue per le sue magliette oversize degli Atlanta Hawks che evidenziano la sua bassa statura, dal cappello da baseball, dai suoi lunghi dreadlocks dai suoi occhiali neri e dalla sua pimp cup che tiene sempre fra le mani, e sulla quale è evidenziata in rilievo la scritta "Lil Jon" anche se nell'ultimo periodo è cambiata, infatti ora è incisa la scritta "Crunk Juice", contraddistinto anche dai suoi appariscenti grillz con canini affilati, e dall'abitudine di urlare continuamente "Whaaaaaaaaat!, Whaaaaaaaaat!", "Yeeeah!", ed anche "Okaaaaaaaaay!".
Nonostante il suo aspetto faccia sorridere, il suo comportamento sul palco, il suo lavoro da eccezionale beatmaker, e la sua professionalità lo rendono un personaggio di spicco nell'attuale scena hip hop.
Lo stile musicale di Jon fu influenzato maggiormente da Too $hort, 8 Ball & MJG, OutKast, dagli Underground Kingz, meglio conosciuti come UGK, dal rapper di Seattle Sir Mix-A-Lot, da DJ Magic Mike, da Luke, pseudonimo di Luther Campbell, e da tutta la 2 Live Crew.

## Curiosità
Lil Jon ha ammesso di essere un grande tifoso della squadra di hockey degli Atlanta Thrashers, di andare regolarmente a vedere le partite e di essere amico di molti giocatori incluso il portiere Kari Lehtonen, che ha il volto del rapper sulla maschera da gioco. Inoltre, Lil Jon scrive per un blog su NHL.com e suo figlio gioca ad hockey nella zona di Atlanta.

### Programmi televisivi
Inoltre Lil Jon e Fat Joe, sono i presentatori del programma su MTV "Pimp My Ride International" figlio del programma ideato da Xzibit "Pimp My Ride".
Lil Jon ha recentemente lanciato una serie di cartoni animati intitolati "Lil Jon's A'Town". Le puntate vengono trasmesse sul MySpace di Lil Jon.
Lil Jon è apparso nella trasmissione online del rapper Lil Scrappy "G'$ Up TV". L'episodio della trasmissione è il numero quattro ed il suo titolo è: "Taste Test", letteralmente: "Degustazione".

### Twisted Transistor
Lil Jon ha partecipato assieme a Xzibit, Snoop Dogg, David Banner, al video dei Korn Twisted Transistor. Nel video, i rapper's suonano e cantano come dei veri metallari. I loro nomi inoltre sono sostituiti dai nomi originali degli artisti, eccoli di seguito:
- Lil Jon è: "Jonathan Davis"
- Xzibit è: "Reginald Fieldy Arvizu"
- Snoop Dogg è: "James Munky Shaffer"
- David Banner è: "David Silveria"

### Crunk!!!

Crunk!!!

La bevanda "Crunk!!!" è un drink energetico inventato da Lil Jon.
La bevanda, è distribuita in 14 stati degli USA: Alabama, California, Colorado, Florida, Georgia, Iowa, Kentucky, Louisiana, Mississippi, New York, Ohio, Michigan, Pennsylvania ed il Wisconsin.
Di recente lancio è la nuova linea di bevande ideata da Lil Jon, Crunk!!! Citrus. Inoltre, il DJ e rapper di Houston, Paul Wall, insieme al compagno proveniente da Kansas City, Tech N9ne, sono stati gli sponsor della bevanda al Fire & Ice 2008 Tour.
Il nome "Crunk!!!" proviene dai titoli di alcuni suoi dischi (Kings of Crunk, e Crunk Juice) ed anche dal suo stile rap che ha reso popolare, che prende appunto il nome "crunk".
La principale concorrente della bevanda ideata da Jon, è la bevanda ideata dal rapper di St. Louis, Nelly: "Pimp Juice: The #1 Hip Hop Energy Drink".

### Oakley Thump
La Oakley è una casa produttrice di occhiali che si rivolge spesso agli sportivi.
Il fondatore della casa produttrice è James Jannard, e i Direttori dell'Alternative Marketing sono i suoi figli Jamin Jannard e Jeremy McCassy.
Da qualche anno la Oakley è arrivata a produrre occhiali anche per alcuni artisti dello scenario hip hop.
La Oakley ha come testimonial rapperdel calibro Snoop Dogg e David Banner.
Nel 2005 arrivano i rivoluzionari Oakley Thump, occhiali che al loro interno contengono un lettore MP3. Sono disponibili in differenti colorazioni e in due versioni: una con un hard disk da 128 MB ed una da 256 MB. Tramite un USB i dati possono essere trasferiti agli occhiali.
Lil Jon è il testimonial più importante della casa produttrice per gli Oakley Thump.
Il contratto con l'artista prevede una linea privata di Oakley gestita da Jon.

### Little Jonathan Winery
In merito alla creazione della propria azienda vinicola, Lil Jon ha fatto la seguente dichiarazione:
(Lil Jon)

### Videogame
Lil Jon è stato inserito in alcuni videogame, eccoli di seguito:
- Tony Hawk's American Wasteland[63]
- 25 To Life (appare solo in alcuni cartelli pubblicitari della sua bevanda Crunk!!!)
- Def Jam: Icon[64]
- Need for Speed Underground (il suo singolo "Get Low" è stato inserito nella colonna sonora)[65]
- Hannah Montana: Spotlight World Tour (il suo brano "Get Low [Merengue Remix]" è stato inserito nella colonna sonora)
- Midnight Club 3: DUB Edition (il brano "Freek-A-Leek", prodotto da Lil Jon per Petey Pablo, è stato inserito nella colonna sonora)[66]
- 50 Cent: Bulletproof (il brano "Shorty Wanna Ride", di Young Buck prodotta da Lil Jon, è stato inserito nella colonna sonora)[67]

## Filmografia
Lil Jon è apparso ed ha collaborato alle soundtrack di alcuni film, eccoli di seguito:
- Soul Plane[68]
- Boss'n Up[69]
- Scary Movie 4[70]
- Date Movie[71]
- Lil Jon & the East Side Boyz: "Lil Jon's Vivid Vegas Party" (Film Porno)[72]
- Lil Jon & the East Side Boyz, and Too $hort: "American Sex Series" (Film Porno)[73]
- Lil Jon & the East Side Boyz: The Best Music Videos[74]
- Stomp the Yard (il brano "Let's Go", di Trick Daddy e Twista, prodotto da Jon è stato inserito nel trailer del film)[75]
- Eminem: Live from New York City[76]
- Hustle and Flow (Lil Jon ha prodotto il brano "I'm a King [Remix] dei P$C con Lil Scrappy, ed anche il brano "Whoop that Trick" insieme ad Al Kapone)[77]
- ATL (il brano degli YoungBloodZ con Lil Jon, "Presidential Shit" è stato inserito nella colonna sonora del film)[78]
- XXX: State of the Union (il brano dei Korn "Fight the Power", con Xzibit e prodotto da Lil Jon, è stato inserito nella colonna sonora del film)[79]
- Volcano High (Lil Jon è un attore nella versione statunitense del film)[80]
- BarberShop 2: Back in Business (il brano di Olivia "All", prodotto da Lil Jon è stato inserito nella colonna sonora del film)
- Hip-Hop Honeys: Las Vegas (in collaborazione con Redman, 50 Cent, Lloyd Banks, Floyd Mayweather, Aaron Hall, DJ Premier, Obie Trice e molti altri) (Film Porno)[81]

## Discografia

### Album
| Lil Jon & the East Side Boyz |
| --- |
| Get Crunk, Who U Wit: Da Album - Pubblicato: 21 ottobre 1997 - Singoli: "Get Crunk", "Who U Wit?", "Shawty Freak a Lil' Sumtin'" - Etichetta: Mirror Image/Ichiban/D.M. Records                                                                                   |
| We Still Crunk! - Pubblicato: 15 agosto 2000 - Singoli: "I Like Dem Girlz", "Put Yo Hood Up" - Etichetta: BME Recordings |
| Put Yo Hood Up - Pubblicato: 22 maggio 2001 - Singoli: "Bia' Bia'", "I Like Dem Girlz", "Put Yo Hood Up" - Etichetta: TVT Records/BME Recordings |
| Kings of Crunk - Pubblicato: 8 ottobre 2002 - Singoli: "Throw It Up", "I Don't Give A...", "Get Low" - Etichetta: TVT Records/BME Recordings |
| Part II - Pubblicato: 25 novembre 2003 - Singoli: "Get Low [Merengue Mix]" - Etichetta: TVT Records/BME Recordings |
| Certified Crunk - Pubblicato: 4 novembre 2003 - Singoli: "Get Crunk", "Lil Jon Megamix" - Etichetta: Ichiban |
| Crunk Juice - Pubblicato: 16 novembre 2004 - Singoli: "What U Gon' Do", "Real Nigga Roll Call", "Lovers and Friends", "Get Crunk" - Etichetta: TVT Records/BME Recordings                                                                                         |
| Crunk Juice: Chopped & Screwed - Remixed By DJ Michael "5000" Watts for the Swisha House - Pubblicato: 9 agosto 2005 - Singoli: "What U Gon' Do ", "Real Nigga Roll Call", "Lovers and Friends", "Get Crunk" - Etichetta: TVT Records/BME Recordings/Swisha House |
| Reggaeton Remix - Remixed By Lil Jon - Pubblicato: 16 agosto 2005 - Singoli: "Lil Jon Megamix" - Etichetta: Ichiban/Ryko |

| Lil Jon |
| --- |
| Crunk Rock - Pubblicato: 8 giugno 2010 - Singoli: "Snap Yo Fingers", "Act a Fool", "I Do", "Give It All You Got", "Ms. Chocolate" - Etichetta: The Orchard/BME Recordings/Universal Republic Records |

### Collaborazioni
So So Def Bass All-Stars, Vol.3
- Drop Dem Boes (1998)

School Dayz BY Baby DC
- Boosted (1998)

Life in 1472 by Jermaine Dupri
- Jazzy Hoes (1998)

Too $hort Mixtapes Vol.1: The NationRiderz BY Too $hort* Here We Go! (1999)
My Little Secret BY Xscape
- Greenhead (2000)

Unrestricted BY Da Brat
- We Ready (2000)

Thug Walkin BY Ying Yang Twins
- Dirty Crunk (2000)

Off Da Chain BY Baby D
- Bow His Azz Up (2000)

Dirty South BY Rasheeda
- Not Tonight (2000)

The Arrival BY Mak Villain
- Time After Time (2001)

C-Nile the Golden Child BY C-Nile
- Intro (2001)

Broke Pimpin BY Moochie Mack
- Quit Actin'Like Dat (2001)

Welcome To The Jungle BY Nitro
- Welcome to the Jungle (2001)
- You Got Me (2001)
- Party With Me (2001)

Trife Life BY Bear
- Intro (2001)
- Outro (2001)

The Realist BY Kizzy
- Make It Bounce (2001)

What's My Favorite Word? BY Too $hort
- Quit Hatin' (2001)
- Quit Hatin' II (2001)

Lil'Chopper Toy BY Baby D
- ATL Hoe (2001)
- Eastside VS Westside (2001)

I'm Serious BY T.I.
- I'm Serious -Remix- (2001)

Ghetto Dream BY Rasheeda
- 2Nite (2001)

Still Pimpin And Hustlin BY Kingpin Skinny Pimp
- Doggin All These Bitches (2002)

Still Intoxicated BY Sammy Sam
- Pussy Nigga (2002)

Makin Dat Cheeze BY Cool Rahim
- Ride Out (2002)

Can I Burn? 2 BY Fiend
- Get The Fucked Out (2002)

Icons BY Naughty By Nature
- Wild Muthafukas (2002)

Alley: The Return of The Ying Yang Twins BY Ying Yang Twins
- ATL Eternally (2002)

Grit & Grind BY E-40
- Rep Yo City (2002)

Family Business BY Power House
- Jump (2002)

Presents Da Hood BY Mack 10
- Everyday (2003)

The Definition BY Forbidden Froot
- What U Lookin At?! (2003)

Tha Ghetto Hustlerz BY Slim & AC
- Breathe On That (2003)

Drankin' Patnaz BY YoungBloodZ
- Damn! (2003)

Speakerboxxx/The Love Below BY OutKast
- Last Call (2003)

Murphy's Law BY Murphy Lee
- This Goes Out (2003)

Mississippi: The Album BY David Banner
- Might Getcha (2003)

Breakin News BY E-40
- Anybody Can Get It (2003)

Me & My Brother BY Ying Yang Twins
- Salt Shaker (2003)

Life BY Yo Gotti
- Dirty South Soldiers (2003)

arried To The Game BY Too $hort
- Shake That Monkey (2003)

AttenCHUN! BY Bone Crusher (2003)
- It's Me! (Lane To Lane)

Most Bigga Chuz BY Crime Mob (2003)
- What's Happenin?

Good 2 Go BY Elephant Man (2003)
- Joogy Gal

Bone Thugs BY Bone Thug's N'Harmony
- 11 Tear Da Club Up (2003)

Come Shop With Me BY Young Jeezy
- Can U Smell (2003)
- Haters (2003)

Bravehearted BY Bravehearts
- Quick To Back Down (2004)
- Cash Flow (2004)

The Confessions BY Usher
- Yeah! (2004)
- Redlights (2004)

That Fire BY Bosko
- Do You Like...? (2004)

The King of Crunk & BME Recordings Present: Lil Scrappy BY Lil Scrappy (2004)
- Crank It
- What The F...?
- Gone
- Be Real
- Head Bussa
- Dookie Love
- Diamond In My Pinky Ring
- No Problem

The King of Crunk & BME Recordings Present: Trillville BY Trillville (2004)
- Crunk Radio
- Neva Eva
- Get Some Crunk In Yo Sistem
- Ehi L.A.
- Weakest Link
- Some Cut
- Bitch Niggaz
- The Hood
- Trillville Radio

Southside BY Lloyd (2004)
- Bring It On

R&G (Rhythm & Gangsta): The Masterpiece BY Snoop Dogg
- Step Yo Game Up! (2004)

Crunk In HD BY Bo Hagon (2004)
- My Everything
- There She Go
- Pussy Nigga

Still Writing In My Diary: 2nd Entry BY Petey Pablo
- Jam Y'all (2004)
- Freek A Leek (2004)
- U Don't Want Dat (2004)

Da Ghetto Psychic BY Rated-R
- Ride (2004)

Pull Up BY Mr.Vegas
- Pull Up! (2004)

Never Scared BY Chris Rock
- Off The Pole (2004)
- The War (2004)

Amerikaz Nightmare BY Mobb Depp (2004)
- Real Gangstaz

M.I.A.M.I. BY Pitbull
- 305 Anthem (2004)
- Culo (2004)
- She's Freaky (2004)
- Shake It Up (2004)
- Toma (2004)
- I Wonder (2004)
- Get On The Floor (2004)
- Dirty (2004)
- Dammit Man (2004)
- We Don't Care Bout Ya (2004)
- That's Nasty (2004)
- Back Up! (2004)
- Melting Pot (2004)
- Hustler's Withdrawal (2004)
- Harry Up and Wait (2004)

Now & Forever: The Hits BY TLC
- Come Get Some (2004)

Thug Matrimony: Married to the Sreets BY Trick Daddy (2005)
- Let's Go!

Chain Letter BY Brooke Valentine (2005)
- Girlfight
- Playa

Operation: Getdown BY Strizzo (2005)
- Get Right Ya Mind

The Album Before The Album BY Chamillionaire (2005)
- Fuck The Bouncerz Up

Urban Legend BY T.I. (2005)
- Stand Up!

All Or Nothing BY Fat Joe (2005)
- Lean Back -Remix-

The Bay Bridges BY E-40 (2005)
- Ripped

Alter Ego BY Tyrese (2006)
- Turn Ya Out

Complicated BY Nivea (2006)
- Okay!

The Warehouse BY Bodaiga (2006)
- We Don't Play Dat

Good Side, Bad Side BY Master P (2006)
- Act A Fool 2

My Ghetto Report Card BY E-40 (2006)
- Tell Me When To Go
- Muscle Cars
- U And Dat
- Yee
- She Say She Loves Me
- Slow In Down
- Turf Talk

Laugh Now, Cry Later BY Ice Cube (2006)
- Go To Church
- You Gotta Lotta That
- Holla @ Cha'Boy

El Mariel BY Pitbull (2006)
- Be Quiet
- Bojangles

Brings The Gumbo Pot BY Celly Cel (2006)
- Back Up!

Bred 2 Die, Born 2 Live BY Lil Scrappy (2006)
- I'm Back
- Oh Yeah!
- Police
- Gangsta Gangsta
- Been A Boss
- Born Live

The Boatflit BY Pitbull (2007)
- Go Girl
- Ying & The Yang
- The Anthem
- Sticky Icky
- My Life
- Stripper Pole

Street Life BY Lil'Sisco (2007)
- Not To Play Me
- Gorilla Wit It

Cyclone BY Baby Bash (2007)
- Cyclone
- There's How I Go

No Pad No Pencil BY Gucci Mane (2008)
- I'm A J

Get Buck BY DJ Felli Fel (2008)
- Get Buck In Here

Let Me See Tha Booty BY The Dream (2008)
- Let Me See Tha Booty

Houston Ain't No Problem BY O.G. Ron C (2008)
- Drank
- I Do

Trilla BY Rick Ross (2008)
- Drought

After Party BY Too $hort (2008)
- Six Figga Nigga's